# Grefrath
Grefrath är en kommun och ort i Kreis Viersen i Regierungsbezirk Düsseldorf i förbundslandet Nordrhein-Westfalen i Tyskland.